# Jillian Rose Reed
Jillian Rose Reed (Hollywood, 20 dicembre 1991) è un'attrice statunitense, meglio nota per aver interpretato il ruolo di Tamara nella sitcom Diario di una nerd superstar.
È la portavoce dell'American Diabetes Association Los Angeles Chapter.

## Biografia
Inizia la sua carriera teatrale a sette anni nel ruolo di Carlotta nello spettacolo La tela di Carlotta. A dodici anni, dopo essersi trasferita con la famiglia nel Michigan, decide di abbandonare la carriera teatrale, che la vedeva già coinvolta in ventisette musical. Esordisce in televisione in uno spot della Ford Motor Company e decide poi di trasferirsi in California per tentare la fortuna nel mondo dello spettacolo.
Nel 2012 è in My Super Psycho Sweet 16 3 e a settembre ottiene il ruolo della protagonista femminile nel film del 2014 Confessions of a Womanizer. Attualmente ha un canale YouTube insieme al suo fidanzato.

## Filmografia

### Cinema
- L.A. Vampire, regia di Ryo Rex – cortometraggio (2010)
- Age of Dinosaurs, regia di Joseph J. Lawson (2013)
- Confessions of a Womanizer, regia di Miguel Ali (2014)
- Jillian Rose Reed Takes the #KylieJennerChallenge, regia di Fran Gillespie – cortometraggio (2015)
- Sharon 1.2.3., regia di Mark Brown (2018)

### Televisione
- Zoey 101 – serie TV, episodio 4x04 (2008)
- Hung - Ragazzo squillo (Hung) – serie TV, episodio 1x04 (2009)
- Weeds – serie TV, 7 episodi (2008-2009)
- Community – serie TV, episodio 1x22 (2010)
- The Middle – serie TV, episodio 2x08 (2010)
- Coppia di re (Pair of Kings) – serie TV, episodio 2x16 (2011)
- My Super Psycho Sweet 16 3, regia di Jacob Gentry – film TV (2012)
- Jessie – serie TV, episodio 3x12 (2014)
- Diario di una nerd superstar (Awkward.) – serie TV, 89 episodi (2011-2016)
- Lucifer - serie TV, episodio 3x17 (2017-2018)

## Doppiatrici italiane
Nelle versioni in italiano delle opere in cui ha recitato, Jillian Rose Reed è stata doppiata da:
- Barbara Pitotti in The Middle
- Joy Saltarelli in Diario di una nerd superstar
- Giorgia Locuratolo in Lucifer

Da doppiatrice è stata sostituita da:
- Joy Saltarelli in Elena di Avalor, Elena e il segreto di Avalor

## Premi e candidature
- 2012 - Young Artist Award
  - Nomination - Best Performance in a TV Series - Leading Young Actress per Diario di una nerd superstar.